# 聖母主教座堂 (盧森堡)

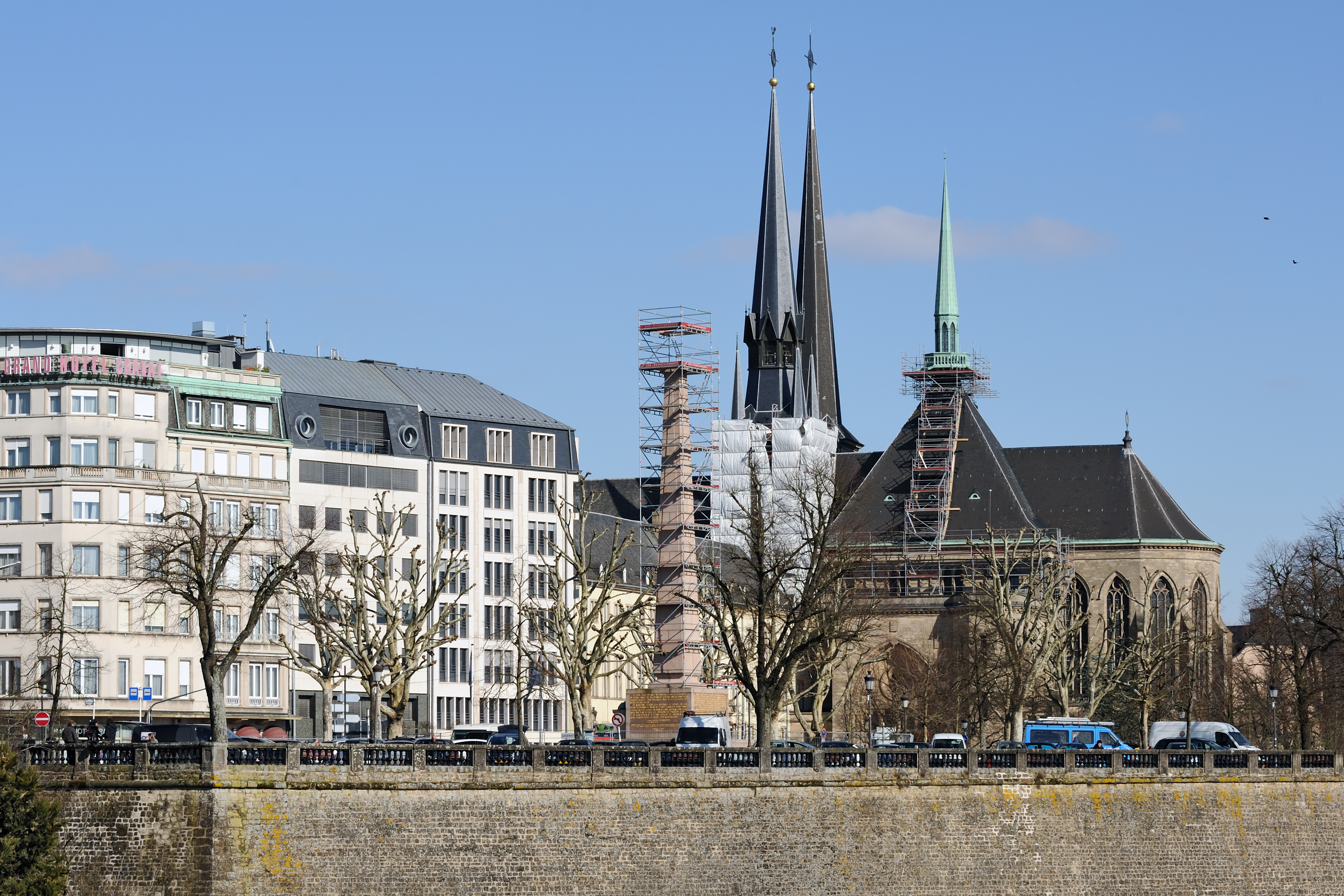
盧森堡聖母主教座堂

聖母主教座堂是位於盧森堡首都盧森堡市的一座羅馬天主教的教堂，之前是一座耶穌會教堂，奠基於1613年。這座教堂是盧森堡唯一的一座主教座堂。教堂是一座典型的後期哥特式建築，不過也融入了不少文藝復興式元素。在1935年至1938年期間，教堂進行了擴建。
該教堂也是盧森堡大公及家族的墓室所在，最近一位葬入的是2019年4月23日駕崩的前盧森堡大公若望大公。

## 外部連結
- （英文） Notre Dame Cathedral Photos （页面存档备份，存于） Churches Around the World Archive
- （英文） Notre-Dame Cathedral - Photo gallery